# Хизы
Хизы (бел. Хізы, пол. Chizy) — упразднённая деревня в Светиловичском сельсовете Ветковского района Гомельской области Белоруссии.

## Этимология
Этимология названия «Хизы» происходит от слова «хижины» — скромное жилище (в речи его обитателей). Название «Хизы» (во множественном числе) образовано от слова «хиз», хижа — «хижина», которые начинались как выселки из соседнего поселения и первоначально представляли собой несколько хижин в лесной местности; деревня на правом, обрывистом, берегу реки Беседь (бассейн р. Сожа).

## География
На севере и западе Хизы граничат с лесом, на юге — торфяной заказник.
Старинную шляхетскую околицу «Хизы» и образованные от неё селения отличали по топографической карте до 1917 года:
- № 3885 — околица Хизы, общество мещан из Громык и Хизы, Речковская волость Рогачевский уезд Могилевской губернии, долгота 31.29840 и широта 52.68340[6];
- № 3884 — деревня Хизы, общество крестьян Хизы, Речковский и Громыкский православный приход, долгота 31.30770 и широта 52.67840;
- № 1552 — околица Гаристы мещанская, Речковская волость Рогачевский уезд Могилевской губернии, Железникский православный приход, долгота 31.2755 и широта 52.7037[7];
- № 3881 — село Хизово, церковная земля Довской волости, Хизовский православный приход, Рогачевский уезд Могилевской губернии, долгота 30.60930 и широта 53.10000;
- № 3880 село (слобода) Хизово, Хизовское с.о., Довская, Хизовский православный приход, Рогачевский у. Могилевской губ. долгота 30.60930 широта 53.10000;
- № 3879 фольварок Хизов, дворянки Л. М. Черепановой, Рогачевский у. Могилевской губ. долгота 30.60870 широта 53.10640;
- № 3883 околица Хизовская Гута, мещане Хизовской Гуты, Речковский православный приход, Гомельский у. Могилевской губ. долгота 31.23834 широта 52.69583;
- № 3882 деревня Хизовская Буда, Хизовское о.с., Довская, Хизовский православный приход, Рогачевский у. Могилевская губ. долгота 30.62850 широта 53.12760.

### Расположение
В 31 км на северо-восток от Ветки, 56 км от Гомеля.

### Гидрография
В селении Хизы течет река Беседь — это приток реки Сож, впадающей в р. Днепр.

## Транспортная сеть
По данным на 1910 год — дорога в Речковское волостное правление. На момент 1927 года — на расстоянии 16 верст находилась пристань и остановка парохода у местечка Ветка, и рынок (базарный пункт). До г. Гомеля — 40 верст. Сейчас — транспортные связи по просёлочной, затем автомобильной дороге Светиловичи — Гомель. Планировка состоит из почти прямолинейной широтной улицы. Застройка двусторонняя, деревянная, усадебного типа.

## История

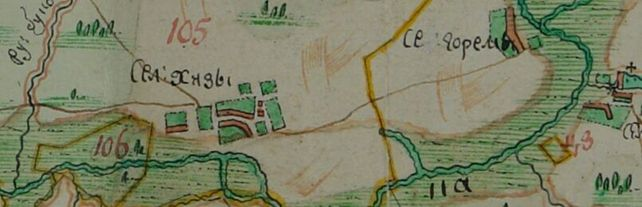
Шляхетская околица Хизы (Chizy) на карте 1783 г. (ВКЛ)

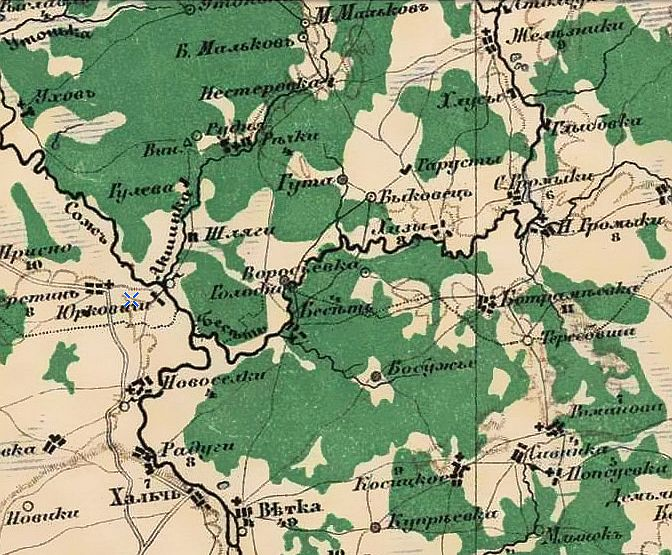
Околица Хизы на карте Стрельбицкого И. А. за 1865 г.

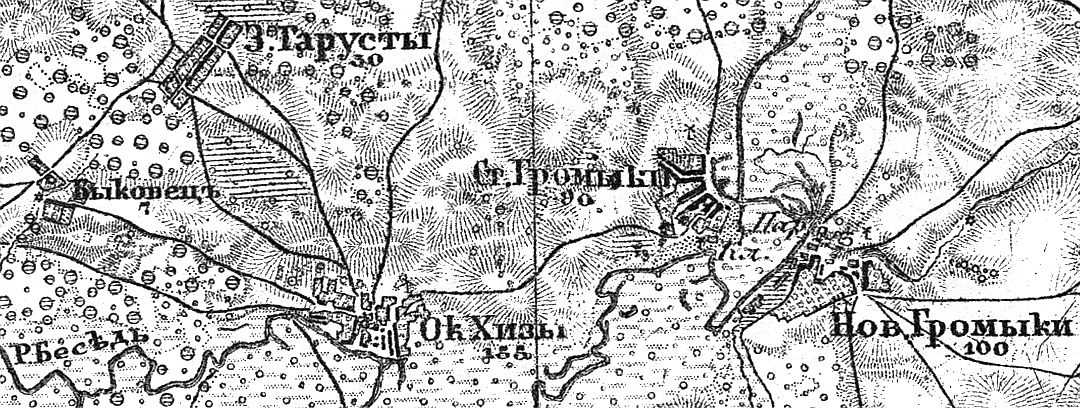
Околица Хизы на карте Шуберта Ф. Ф. за 1869 г.

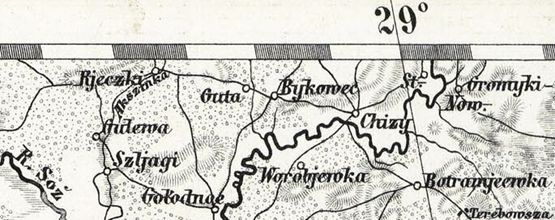
Село Хизы на карте 1874 г. (Российская империя)

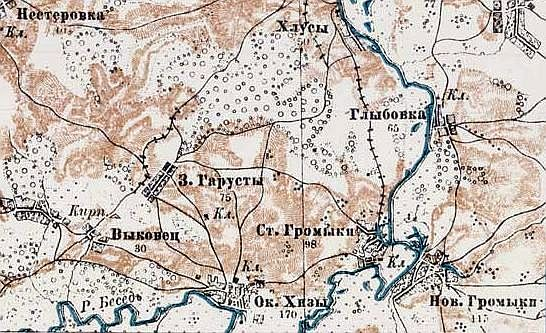
Хизы на карте 1916 г. (Российская империя)

Обнаруженный археологами курганный могильник (10 насыпей в 1,2 км на запад от деревни, в урочище Дедное) свидетельствует о заселении этих мест с давних времён. Относится к Полесью. Во времена Киевской Руси — это земли племени радимичей. В период господства Речи Посполитой была во владении известной «сожской шляхты» (от реки Сож), формировавшейся наряду с «друтской шляхтой» (от реки Друть) издревле из этнических белорусов. По Инвентарю Чечерского староства известна с 1726 года как околица Хизы Чечерского староства Речицкого повета Минского воеводства Великого княжества Литовского провинции Речи Посполитой. В 1726 году околица Хизы насчитывала 13 дымов (домов, дворов) бояр чечерских, состоявших на «службе первой» (в реестре бояр чечерских Хизы третьи среди прочих).
За 1730 г. и 1765 г. (парафия в 1765 г. — Гомельская) владельцами Хизы были шляхтичи Речицкого павета Лапицкие: Симон, Андрей, Прокоп, Саливон, Михаил, Ермолай, Якуб, Ян, Роман.
И ежегодно Хизы платили налог: 200 злотых «гиберной» подати (от бояр, шляхты) отличавшейся от «тягловой» подушной подати (с крестьян). В 1757 г. шляхетская околица Хизы упоминается в оплате по тарифу в казну от шляхтичей.
После 1-го раздела Речи Посполитой (1772) околица Хизы — в составе Рогачёвского уезда Могилевской губернии Российской империи. Согласно Экономическим примечаниям Генерального межевания 1783 года Хизы являлись шляхетской околицей «общего владения» фамилий: Лапицкий, Крупский, Бекаревич, Кунцевич, Якубович, Дробышевский, Малиновский, Шелюта, Степанов, Авсеевич, Брезинский, Филипский, Шепиловский. С 1785 года — её частью владел помещик Доминик Малиновский. Мещанин Лапицкий владел в 1831 году 108 десятинами земли. В образованном от околицы Хизы селении Хизов помещики Черепановы в 1876 г. начали владеть 423 десятинами земли, водяной мельницей и сукновальней. Жители околицы Хизы исповедовали христианскую веру в греко-католической конфессии (униаты), посещали храм в соседней шляхетской околице Громыки и Железники, которые были принудительно переведены после польского восстания в православную конфессию. А в 1835 году построена деревянная православная церковь и в Хизах. Согласно ревизской сказке 27 декабря 1864 года жители околицы Хизы Крупские образовали рядом околицу Гаристы (Гарусты) и Малков.
В 1867 г. временнообязанные крестьяне выкупили земельные наделы у Шерепо-Лапицкого Ф. К. как имение Хизы.
Согласно переписи 1897 года в Хизах располагалась школа грамоты. С 1900 года это деревня и околица в Речковской волости Гомельского уезда Могилёвской губернии. На момент 1910 года общее владение жителями Хизы составляло 2753 десятины земли. Жители приписаны к Громыкскому православному церковному приходу. До почтово-телеграфной конторы в местечке Ветка 20 верст, до волостного правления в Речках — 10 верст.
Жители деревни Хизы принимали участие Отечественной войне 1812 года, в Первой мировой войне и в Гражданской войне 1918—1921 годов. После уничтожения Хизовской православной церкви коммунистическим режимом жители села Хизы посещали церковь в Речках, до ликвидации её церковно-приходского совета в 1920-х годах. В 1926 году работали лавка, почтовый пункт, начальная школа. Административно с 8 декабря 1926 года по 1992 год — это центр Хизово-Гаристовского сельсовета, с 1927 года — эта деревня в Хизовском сельсовете Светиловичского района, с 4 августа 1927 года — Ветковского, с 1935 года — Светиловичского, с 17 декабря 1956 года — Ветковского (в составе совхоза «Заречный» бел. Зарэчны)), с 25 декабря 1962 года Гомельского, с 6 января 1965 года — Ветковского районов Гомельского округа (до 26 июля 1930 года), с 20 февраля 1938 года — Гомельской области. В околице Хизы на момент 1927 года проживало 167 великоруссов (среди которых белоруссов признавали позже), прочих — 4. Велось 171 личное хозяйство. Было 379 мужчин, 423 женщины. В 1929 году организован колхоз, работали 3 ветряные мельницы (с 1924, 1925, 1926 годов) и кузница.
Во время Великой Отечественной войны в 1942 году оккупанты убили 11 жителей и в 1943 году сожгли половину деревни. Жители деревни приняли активное участие в партизанском движении в 1941—1943 годах. После 1945 г. в Хизах дома восстанавливали, налаживали мирную жизнь. В боях за деревню погибли 38 советских солдат, в память о погибших в 1953 году в центре деревни был установлен обелиск. 73 жителя погибли, сражаясь на фронтах (призыв Светиловичского РВК). В 1959 году деревня входила в состав совхоза «Заречный» (центр — деревня Гарусты). Располагались средняя школа, клуб, библиотека. фельдшерско-акушерский пункт, отделение связи, 2 магазина.
В результате катастрофы на Чернобыльской АЭС деревня подверглась радиационному загрязнению. В 1992 году все жители (81 семья) были переселены в чистые места. А на месторасположение деревни указывает название «урочище Хизы».
Официально упразднена в 2011 году.

## Население
- 1726 год — 13 дымов (домов, дворов).
- 1777 год — 131 христианин и 8 иудеев[17].
- 1783—1784 гг. — 39 дворов шляхты, 63 мужчины шляхты; 10 дворов крестьян, 65 крестьян (на 6739 десятинах земли)[15].
- 1798—1799 гг. — 39 дворов шляхты, 70 мужчин шляхты; 19 дворов крестьян, 84 крестьянина[15].
- 1847 год — 99 дворов.
- 1857 год — 782 прихожанина (обоего пола) прихода Святиловицкой Рождество-Богородицкой церкви[18].
- 1868 год — 107 дворов, 655 жителей.
- 1897 год — 164 двора, 960 жителей (согласно переписи населения).
- 1910—127 дворов (427 мужчин, 386 женщин).
- 1926 год — 171 двор, 802 жителя.
- 1959 год — 465 жителей (согласно переписи).
- 1992 год — жители (81 семья) переселены.

## Достопримечательность
- Курганный могильник периода раннего средневековья (X-XIII вв.), 1,2 км от деревни, урочище Дедное —  Историко-культурная ценность Республики Беларусь, шифр 313В000189
- Поселение (ХI-ХII вв.), 1,5 м от деревни —  Историко-культурная ценность Республики Беларусь, шифр 313В000190
- Братская могила (1943) —  Историко-культурная ценность Республики Беларусь, шифр 313Д000191